# Montenerodomo
Montenerodomo ist eine italienische Gemeinde mit 596 Einwohnern in der Provinz Chieti in den Abruzzen. Sie liegt etwa 41,5 Kilometer südsüdöstlich von Chieti am Nationalpark Majella und gehört zur Comunità Montana Medio Sangro.

## Geschichte
Im Gemeindegebiet liegen die Ruinen der antiken Stadt Iuvanum, eines der Zentren der samnitischen Kultur. Mauerreste können auf das dritte Jahrhundert vor Christus datiert werden.

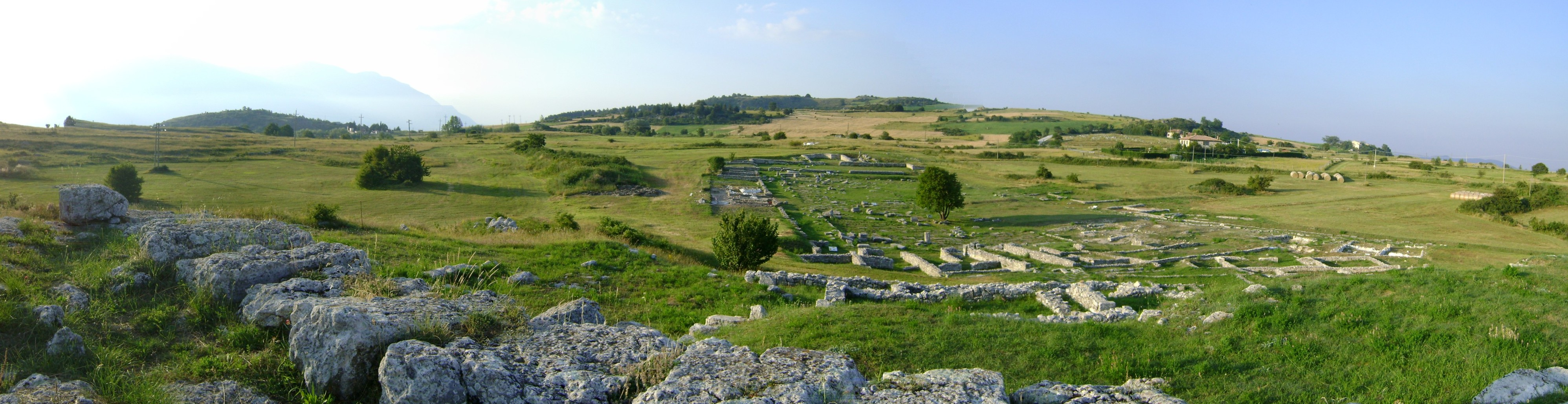
Blick auf Iuvanum

Die heutige Siedlung beruht auf einer Gründung im 12. Jahrhundert.